# Германия на зимних Олимпийских играх 1932
Германия на Зимних Олимпийских играх 1932 года была представлена командой из 20 мужчин в 3 видах спорта (бобслей, фигурное катание, хоккей с шайбой), которые сумели завоевать две бронзовые медали, что поместило германскую команду на 9-е место в неофициальном командном зачёте

## Медалисты
| Медаль | Спортсмен | Вид спорта | Дисциплина        |
| ------ | --- | ---------- | ----------------- |
| Бронза | Себастьян Хубер Ханс Килиан Макс Людвиг Ханс Мельхорн | Бобслей    | Мужчины, четвёрки |
| Бронза | Вальтер Ляйнвебер Альфред Хайнрих Эрих Ремер Рудольф Балль Альфред Хайнрих Густав Янекке Георг Штробль Вернер Корфф Мартин Шрёттле Маркварт Шлефогт Эрих Херкер | Хоккей     |                   |